# Padzierno
Padzierno (biał. Падзернае, Padziernaje; ros. Падерное, Padiernoje) – wieś na Białorusi, w obwodzie mińskim, w rejonie stołpeckim, w sielsowiecie Rubieżewicze.

## Historia
W dwudziestoleciu międzywojennym zaścianek leżący w Polsce, w województwie nowogródzkim, w powiecie stołpeckim, w gminie Rubieżewicze. W 1921 miejscowość liczyła 108 mieszkańców, zamieszkałych w 14 budynkach, w tym 107 Polaków i 1 Białorusina. 75 mieszkańców było wyznania rzymskokatolickiego i 33 prawosławnego.
Po II wojnie światowej w granicach Związku Sowieckiego. Od 1991 w niepodległej Białorusi.